# 430 Hybris
A 430 Hybris (ideiglenes jelöléssel 1897 DM) a Naprendszer kisbolygóövében található aszteroida. Auguste Charlois fedezte fel 1897. december 18-án.